# Coventry City Football Club 2024-2025
Questa voce raccoglie le informazioni riguardanti il Coventry City Football Club nelle competizioni ufficiali della stagione 2024-2025.

## Maglie e sponsor
| Casa | Trasferta | Terza divisa |

Sponsor ufficiale: Monzo
Fornitore tecnico: Hummel

## Rosa
Aggiornata al 16 febbraio 2025.
| N. |                        | Ruolo | Calciatore         |
| -- | ---------------------- | ----- | ------------------ |
| 1  | Svezia (bandiera)      | P     | Oliver Dovin       |
| 2  | Inghilterra (bandiera) | D     | Luis Binks         |
| 3  | Inghilterra (bandiera) | D     | Jay Dasilva        |
| 4  | Inghilterra (bandiera) | D     | Bobby Thomas       |
| 5  | Inghilterra (bandiera) | C     | Jack Rudoni        |
| 6  | Inghilterra (bandiera) | C     | Matt Grimes        |
| 7  | Giappone (bandiera)    | C     | Tatsuhiro Sakamoto |
| 8  | Inghilterra (bandiera) | C     | Jamie Allen        |
| 9  | Inghilterra (bandiera) | A     | Ellis Simms        |
| 10 | Inghilterra (bandiera) | C     | Ephron Mason-Clark |
| 11 | Stati Uniti (bandiera) | A     | Haji Wright        |
| 12 | Inghilterra (bandiera) | C     | Jamie Paterson     |
| 13 | Inghilterra (bandiera) | P     | Ben Wilson         |
| 14 | Inghilterra (bandiera) | C     | Ben Sheaf          |

| N. |                        | Ruolo | Calciatore               |
| -- | ---------------------- | ----- | ------------------------ |
| 15 | Inghilterra (bandiera) | D     | Liam Kitching            |
| 17 | Australia (bandiera)   | C     | Raphael Borges Rodrigues |
| 21 | Inghilterra (bandiera) | D     | Jake Bidwell             |
| 22 | Giamaica (bandiera)    | D     | Joël Latibeaudiere       |
| 23 | Ghana (bandiera)       | A     | Brandon Thomas-Asante    |
| 25 | Galles (bandiera)      | C     | Ryan Howley              |
| 27 | Paesi Bassi (bandiera) | D     | Milan van Ewijk          |
| 28 | Inghilterra (bandiera) | C     | Josh Eccles              |
| 29 | Danimarca (bandiera)   | C     | Victor Torp              |
| 32 | Scozia (bandiera)      | C     | Jack Burroughs           |
| 37 | Belgio (bandiera)      | A     | Norman Bassette          |
| 40 | Inghilterra (bandiera) | P     | Brad Collins             |
| 44 | Galles (bandiera)      | P     | Cian Tyler               |
| 51 | Inghilterra (bandiera) | D     | Harvey Broad             |